# Rhamphomyia disconnecta
Rhamphomyia disconnecta är en tvåvingeart som beskrevs av Bartak 2002. Rhamphomyia disconnecta ingår i släktet Rhamphomyia och familjen dansflugor.
Artens utbredningsområde är Washington. Inga underarter finns listade i Catalogue of Life.